# أنطونيو مارتين إسبينا
أنطونيو مارتين إسبينا (بالإسبانية: Antonio Martín Espina)‏ هو لاعب كرة سلة إسباني سابق. مثّل منتخب بلاده. شارك في مسابقة كرة السلة في الألعاب الأولمبية الصيفية. فاز بالمركز الثالث مع منتخب بلاده في بطولة أمم أوروبا لكرة السلة 1991.

## روابط خارجية
- أنطونيو مارتين إسبينا على موقع الاتحاد الدولي لكرة السلة (الإنجليزية)
- أنطونيو مارتين إسبينا على موقع الدوري الإسباني لكرة السلة (الإسبانية)
- أنطونيو مارتين إسبينا على موقع ريلجم (الإنجليزية)
- أنطونيو مارتين إسبينا على موقع بروبوليرز (الإنجليزية)
- أنطونيو مارتين إسبينا على موقع سبورتس رفرنس (الإنجليزية)
- أنطونيو مارتين إسبينا على موقع أوليمبيديا (الإنجليزية)